# دهستان پشتکوه (مهدی‌شهر)
دهستان پشتکوه یکی از دهستان‌های شهرستان مهدیشهر در  بخش شهمیرزاد و استان سمنان است.
بر اساس سرشماری سال ۱۳۸۵، جمعیت این دهستان ۱٬۸۲۵ نفر (۵۶۱ خانوار) بوده است

مرکز دهستان پشتکوه، روستای فولادمحله است و دیگر روستاهای مسکونی آن از این قرارند:
- سرخده
- ملاده
- پرور
- ده‌صوفیان
- تلاجیم
- تمام‌کوه
- رودبارک بالا
- رودبارک پایین
- مزرعه سراور
- شلی
- فنسک
- کاورد
- کلیم
- رسم رودبار

## منبع
- «نتایج سرشماری ایران در سال ۱۳۸۵». درگاه ملی آمار. بایگانی‌شده از روی نسخه اصلی در ۲۱ آبان ۱۳۹۲.